# Occey
Occey é uma comuna francesa na região administrativa de Grande Leste, no departamento de Haute-Marne. Estende-se por uma área de 16,87 km². Em 2010 a comuna tinha 164 habitantes (densidade: 9,7 hab./km²).